# 木下唯志
木下 唯志（きのした ただし、1950年2月25日 - ）は、木下大サーカス4代目社長。岡山県出身。明治大学卒業。好物は、おくら、こんぶ、山芋、カレー。尊敬する人物は稲盛和夫。

## 来歴
木下は、1902年（明治35年）の創業以来、115年続く木下サーカス2代目社長・木下光三のもと、岡山県で生まれた。「私は次男坊でしたからね。幼稚園のころだったかには、“兄貴（光宣）が団長になるんなら、自分は副団長になる”。そんなふうに言っていたらしいです」と幼少期について後に語っている。
そんな木下は長じては明治大学経営学部に入学、同時に体育会剣道部に入部した。「剣道の経験?まったくの初心者でしたよ。明治の剣道部といったら名門で、それを知っていたら入っていません。ところが4月8日、新入生がイガグリ頭で学生服着て歩いていると、部活の勧誘で連れて行かれるわけですよ」と振り返っている。当初、連れて行かれたのは拳法部。ところが、その隣では剣道部が合宿をしていた。「見ると紺の胴着で、みんな玉の汗を流して頑張っている。“これはいいな”と。それで門を叩いたんです」と軽い気持ちで入部したが、警視庁の主席師範を指導者にいただいていた名門剣道部での毎日は、極めて厳しいものだった。猛稽古の合間には、新入生は道場の掃除などはもちろんのこと、風呂場では先輩の背中を流すなど、さまざまな雑用をこなさなければならない。そんな中でも本人のやる気とよき指導により、経験なしで入部した木下はメキメキと剣道の腕を上げていく。わずか1年で初段に、2年で二段、3年生の時には三段に合格するほどになっていた。
懸命に稽古に励めば雑用も率先してやる木下は就職課からも目をかけられ、住友銀行と三和銀行を紹介してもらった。三和銀行も受験したところ、入行が内定したが、学歴順で入社前健康診断の順番が決まることに気分を悪くしてしまう。学歴で出世が決まるだろうということに疑問を感じていた頃、父の光三が腎臓結石で入院したという知らせが入る。その時「家業に入れば、努力次第では木下サーカスを世界ナンバーワンのサーカスに、すなわちトップを目指すこともできよう」と考えた木下は内定を辞退、1974年（昭和49年）、木下は木下サーカスに入社。
サーカス業界に大卒社員が入社すること自体当時は珍しかったが、入社早々、木下は改革に乗り出す。「休みのない会社なんて、会社じゃない」という理由で365日無休であった会社に週休制を導入。同時に新入り団員の1人として、下積み仕事も志願し、ゾウの糞の始末も率先して行った。芸の練習でも呑み込みが早く、猛練習の末に空中ブランコは1ヶ月でマスター。
ところが入社3年目、26歳の時には空中ブランコから落ちてしまい、足からネットに落ちたが、首の第七頸椎を損傷してしまった。事故後、風邪をこじらせ、さらにその体で迷惑をかけたくないと無理に出演し続けていたところ、重い肺炎を患ってしまった。入退院を繰り返していたある日、奈良・信貴山にある断食修行道場の記事が目に止まり、そこから計6回3年間の断食修行を行うと、行うたびに元気になっていくのが感じとれた。微熱がなくなっただけでなく、"言霊"を感じ取れるようになった。
3年間の闘病を経て現場復帰。とはいえ痛めた身体では空中ブランコへの復帰は難しいため、今度は営業職を選んだ。ようやっと光が差し込み始めたと思えたそんな1990年2月26日、木下は当時経営していた英会話学校で3代目社長を務めていた兄・光宣の危篤に関する連絡を受けた。当時、木下サーカスで常務の役職を務めながら大学時代に学んだ英会話を活かして地元・岡山で英会話学校を経営するという、二足のわらじをはいていた木下であったが、急きょ木下サーカスの応援に入った。しかしその2年前の1988年3月から8月、瀬戸大橋博覧会の協賛して香川県で公演が行われたが、これが予想外の不入り。光宣は3億円の負債を抱えてしまっていたのである。木下は後に「英会話学校の経営で私の手が半分取られていますから、兄貴が営業に困っていたのも事実だったと思います」と自身の至らなさを認めている。人気回復を図ろうと、光宣が中国に新団員を招聘しに行ったのも光宣が倒れる原因となった。「事業で中国に行くと、乾杯、乾杯が続くでしょう。あんまり飲めないのに飲んだんでしょうねえ……」と木下は分析している。
光宣は危篤であったが、一刻の猶予も許されないほど経営状態は厳しく、同年7月、木下は取るものも取りあえず社長に就任。この時点で88年続いた名門サーカス団とともに、10億円にまで膨れ上がった負債も引き継ぐ身となった。給料がたびたび遅配されるような状況に、団員たちが、次から次へと辞めていき、社長として何もできないことを痛感。さらには税理士からも「このまま続けて毎年1億ずつ負債を重ねていけば、担保に入っていた木下家の家も土地も失ってしまいます」と事実上の廃業通告を突き付けられた。だが木下は、光宣がやろうとしていた姫路公演について光三に相談したところ、光三から「姫路城の前でやれ!」と提案を受ける。姫路城の大手前公園に行ったら、地下駐車場ができていたため、荷物は200tのクレーンを使って城の前で下ろし、最後はコロを使って会場まで運び込んだ。光三の興行師としての勘と、木下の執念が実現させたこのもくろみは、大当たり。1990年の姫路城大手前公園での公演は、大ヒットを記録した。光宣は同年2月28日、弟が立派にやれることを見届けたかのように息を引き取った。辞めていった団員たちの補充にも、新機軸を打ち出した。ロシアをはじめとする海外からアーティストを積極的に招聘、さらなる国際化を進めていく。宝塚から振り付け師を招聘、サーカスそのものの演出家も、海外から招いた。気がつけば社長就任からわずか10年で、10億円の負債はすべて返済されるまでになっていた。
姫路城大手前公園での公演を成功させた後、東京公演、仙台公演も次々とヒットさせたが、その要因を木下は「諦めないということと“人のできないことをやろう”という情熱や意欲。そしてご縁に恵まれたことにもあったと思います」と言う。それらの講演で役立った象は、当時既にワシントン条約の規制で、輸入するのが極めて難しくなっていたが、木下は週刊誌のインタビューでこれについて「ところがシンガポールの動物園に行くと、タイのスリンにつてのある人物がいるからと紹介してくれ、日タイ友好のシンボルとして3か月間だけ貸し出してくれることになったんです。私はそうした人と人とのいい縁がつながれているように感じています」と人の縁に感謝するコメントを残している。さらに木下は、会場そのものにも改良の手を加えていく。大テントの高さや材質などヨーロッパのサーカスの基準を取り入れ、観客が快適で、見た目も洗練されたものに変更していったのである。

## エピソード
- 木下はショーで得た収益の一部をタイ王国に送り続け、1999年にはその総額が1000万円に到達した。この金はゾウの病院『キノシタ・エレファント・ホスピタル』として結実。ミャンマーとの国境地帯で地雷を踏み、傷ついたゾウたちの治療とリハビリの貴重な場所となった[2]。
- 2017年時点、「ダブル空中ブランコ」で「目隠し飛行」を行っている次男の英樹は木下と過ごした幼少期を「子どものころは“お父さんは時々帰ってくる人”という感じでした（笑）。（公演で）父は1か月に1度帰ってくることもあれば、海外公演などで2〜3か月帰ってこないこともありましたから。でも、岡山で英会話学校をやるようになってからは、月に半分は岡山の家にいましたから、日曜日は朝イチ、5時過ぎに起きて、6時発の新幹線に乗る父を見送ろうと一緒に岡山駅のホームまで行ったりもしましたね」と振り返る[2]。
- 2017年時点では、妻とは相思相愛だが、妻との間には、恋のエピソードが残っている。妻とは大学時代の友人の紹介で知り合った。とはいえ、木下といえばサーカス団の団員として公演から公演の旅暮らし。木下は「弘前の公演のあとは盛岡、それから仙台と、公演先で会うわけですよ。それで仙台の公演の時に、青森にいる恵子と盛岡で会おうということになった。11月の末のことでした。ところが雪が降って、私の乗った仙台からの汽車がぴくりとも動かない」と振り返る。木下は5万円（当時の大卒初任給が7万円程度）かけ、仙台から何台ものタクシーを乗り継ぎ、恵子の待つ盛岡まで出かけた[2]。